# Comuna Loseatîn, Vasîlkiv
Loseatîn (în ucraineană Лосятин) este o comună în raionul Vasîlkiv, regiunea Kiev, Ucraina, formată din satele Loseatîn (reședința) și Stepove.

## Demografie
Componența lingvistică a comunei Loseatîn
     Ucraineană (98,69%)
     Rusă (1,14%)
     Alte limbi (0,17%)
Conform recensământului din 2001, majoritatea populației comunei Loseatîn era vorbitoare de ucraineană (98,69%), existând în minoritate și vorbitori de rusă (1,14%).